# سیارک ۶۸۹۴۸
سیارک ۶۸۹۴۸ (به انگلیسی: 68948 Mikeoates، نامگذاری:2002PX157) شصت و هشت هزار و نهصد و چهل و هشتمین سیارک کشف شده‌است که در ۸ اوت ۲۰۰۲ کشف شد.